# Жабо

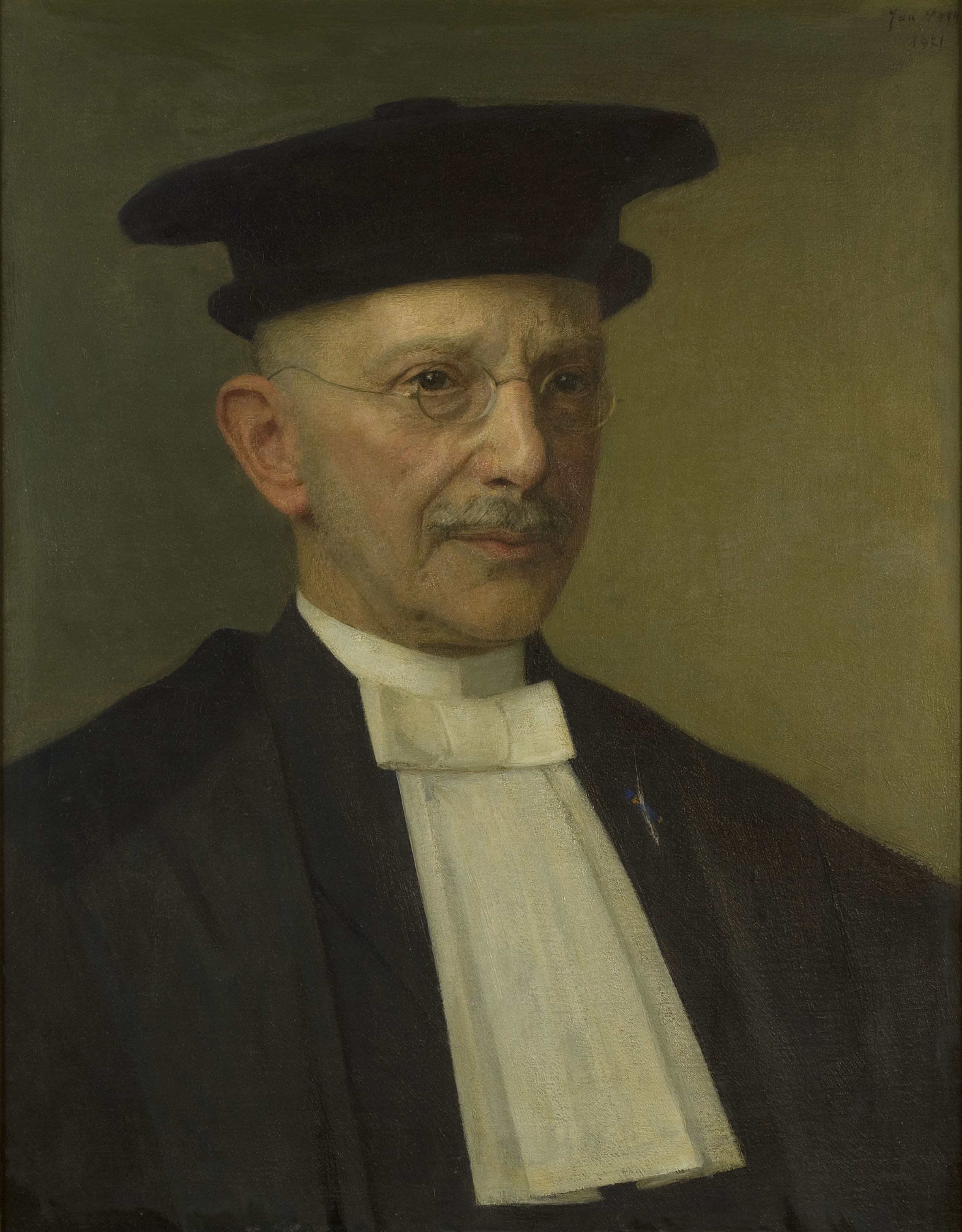
Жабо на портреті професора Баренда Сімонса (1853—1935). Художник Ян Пітер Вет

Жабо́ (від фр. jabot, дос. «пташине воло») — декоративний аксесуар з мережива чи іншої тканини, прикріплюваний попереду до коміра.

## Історія
Жабо замінило раніші коміри-фрези. У XVII — XVIII ст. жабо складалося з шматка мережива чи батисту, що обрамляв виріз у жилеті. Подібний стиль жабо з'являється близько середини XVII ст. Вільно підвішені до коміра жабо, зроблені з мережива, були неодмінним елементом костюма вищих верств населення, складовою чоловічої моди епохи бароко.
З середини XIX ст. жабо стає елементом і жіночого одягу: це пов'язують з тим, що застібки на сукнях перемістилися зі спини на груди і виникла необхідність їх прикривати. У чоловічій моді його популярність, навпаки, вгасає. З поширенням фраків жабо стає меншим і скромнішим, а потім і взагалі майже зникає з чоловічого гардеробу. Спроби відродження його в 1960-х роках успіхом не увінчались.

## Сучасність
Жабо зберігаються і в сучасному костюмі. Так, білі нагрудники суддів Федерального Конституційного суду Німеччини офіційно називаються «жабо» (нім. Jabot), рівно як і ті, що носять судді й адвокати Австралії.
У Франції комір бефхен (rabat), різновид жабо, є елементом костюма членів деяких судів, а також академічного вбрання. Матеріалом для його виготовлення слугує проста бавовна, але жабо керівних осіб університетів зроблені з мережива. Носять жабо також судді і генеральні адвокати Європейського суду.
Жінки-судді Верховного суду США можуть надягати жабо, але це не є обов'язковим атрибутом їхнього костюма.

## Галерея

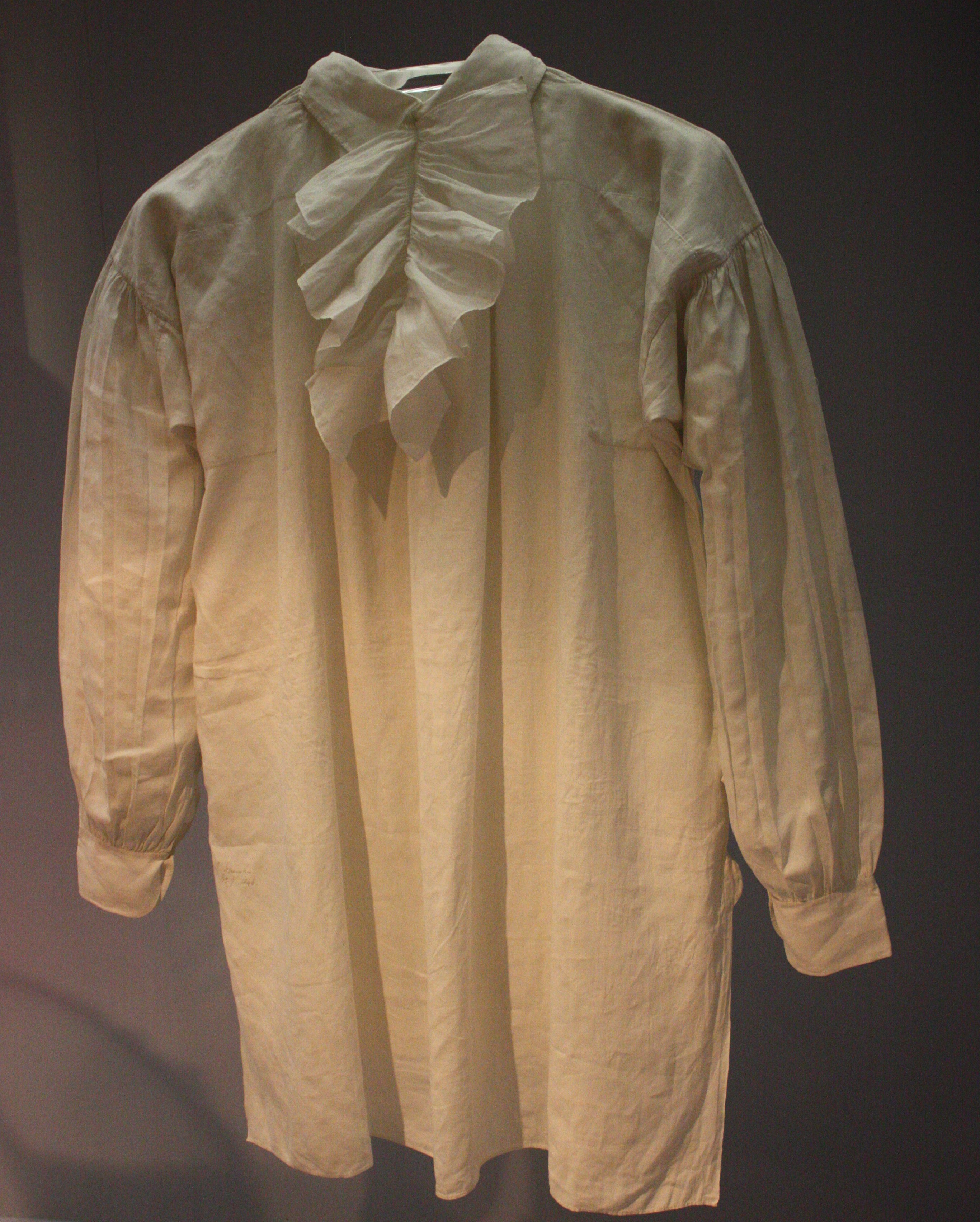
Чоловіча сорочка з жабо. Британія, 1846 р.
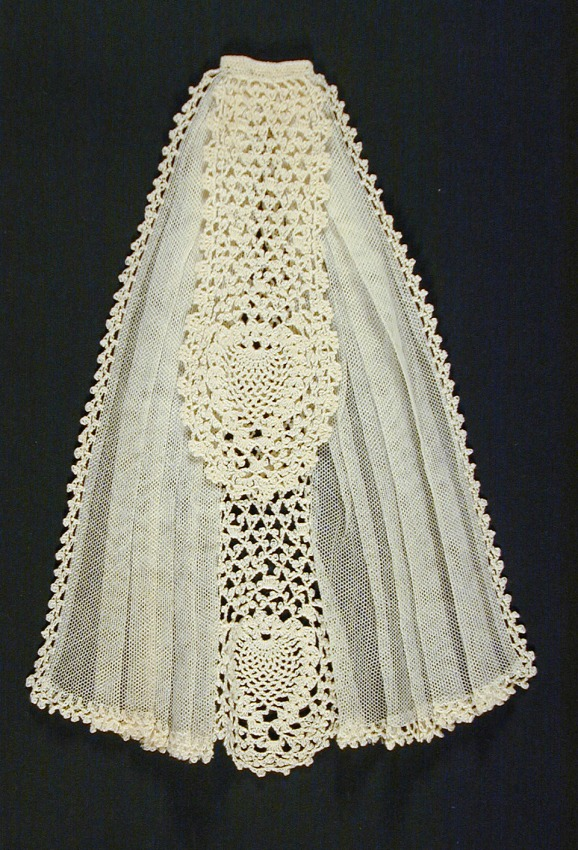
Жіноче жабо кінця XIX — початку XX ст.
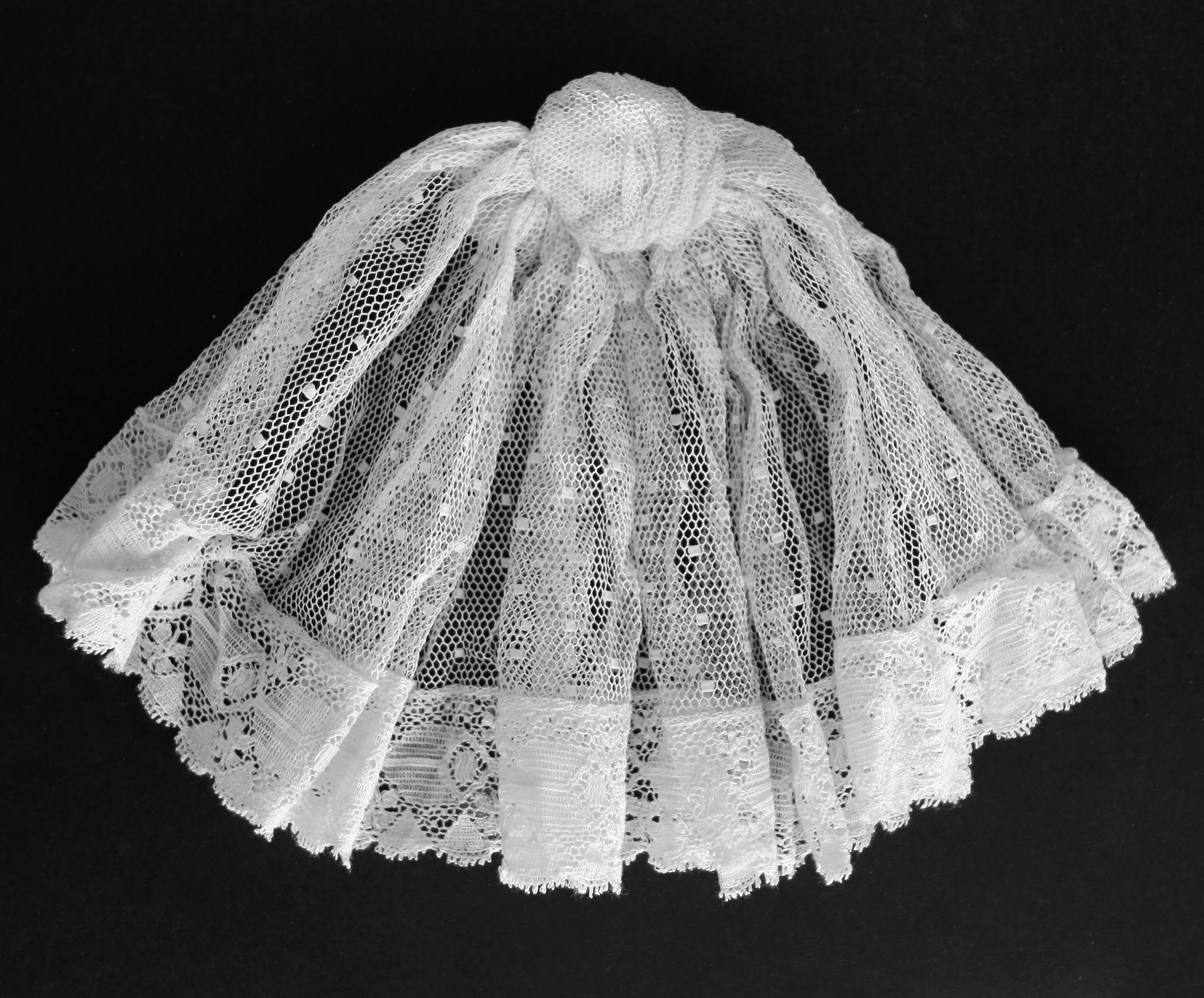
Жіноче жабо. 1900 р.
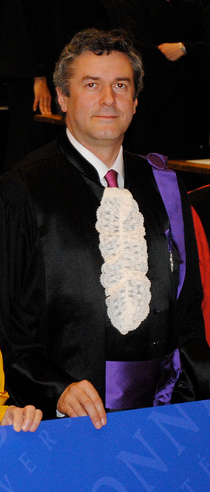
Французький історик Едуар Юссон[fr] не церемонії вручення дипломів Сорбонни в академічному жабо
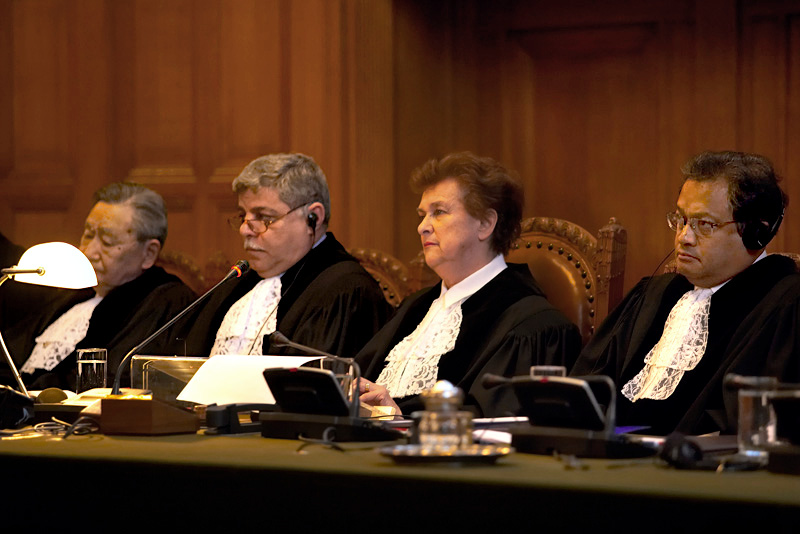
Судді в жабо на засіданні Міжнародного суду. 2006 р.
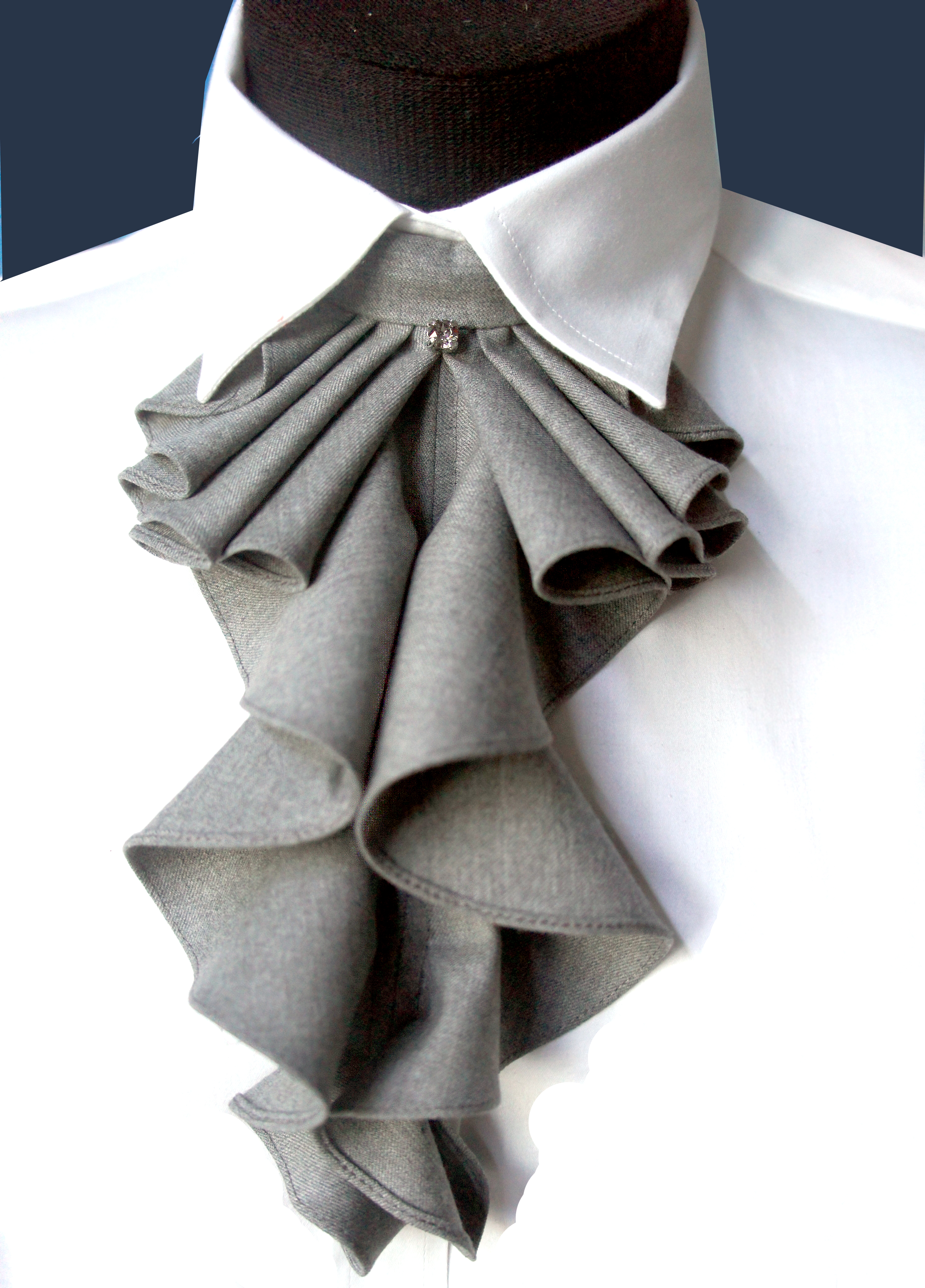
Сучасне жіноче жабо
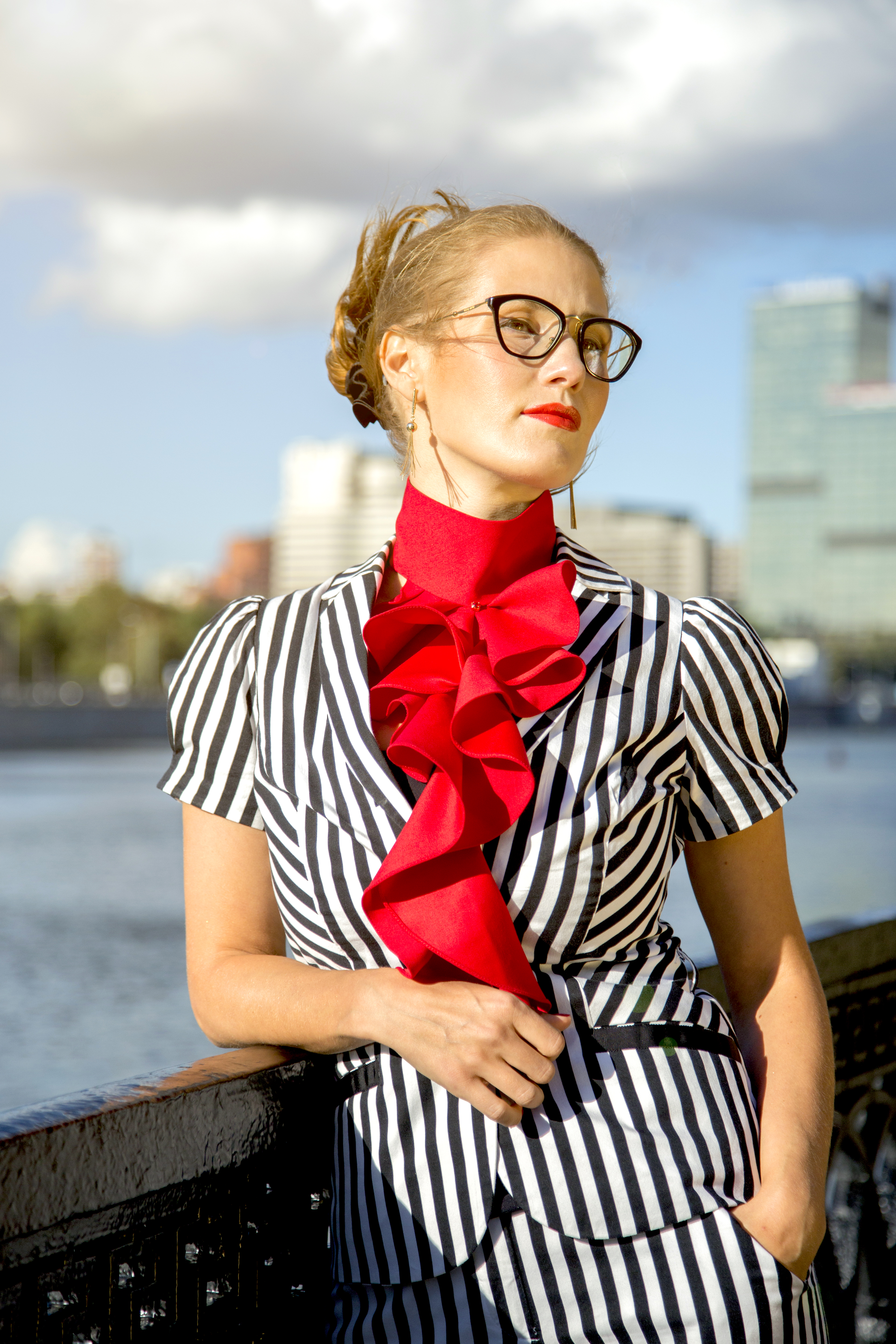
Сучасне жіноче жабо